# یان بورسما
یان بورسما (هلندی: Jan Boersma؛ زادهٔ ۱ نوامبر ۱۹۶۸) قایقران قایق بادبانی اهل آنتیل هلند بود.
وی در المپیک تابستانی ۱۹۸۸ برنده‌ی مدال نقره در رشته‌ی قایقران قایق بادبانی مردان شد که اولین و تنها مدال المپیک کشورش است.